# Marques (football)
Pour les articles homonymes, voir Marques (homonymie).
Marques Batista de Abreu plus communément appelé Marques est un footballeur brésilien né le 12 mars 1973.

## Biographie

### En club
Marques évolue au Brésil et au Japon.
Il dispute 249 matchs en première division brésilienne, inscrivant 74 buts, et 90 matchs en première division japonaise, marquant 27 buts.
Le 23 septembre 2004, il se met en évidence en étant l'auteur d'un triplé dans le championnat du Japon avec le Nagoya Grampus Eight, lors de la réception du Cerezo Osaka, permettant à son équipe de s'imposer 5-2. Il marque un total de 17 buts en championnat cette saison là.
Il participe également aux compétitions continentales, disputant notamment dix matchs en Copa Libertadores (un but), une rencontre en Copa Sudamericana (un but), et huit matchs en Copa Mercosur (deux buts). Il est quart de finaliste de la Copa Libertadores en 2000, puis demi-finaliste de la Copa Mercosur la même année.

### En équipe nationale
Marques reçoit dix sélections en équipe du Brésil entre 1994 et 2002, pour trois buts inscrits. Toutefois, seulement neuf sélections sont reconnues par la FIFA.
Il joue son premier match en équipe nationale le 23 décembre 1994, en amical contre la Yougoslavie (victoire 2-0). Il reçoit sa dernière sélection le 7 mars 2002, en amical contre l'équipe d'Islande.
Marques joue cinq rencontres rentrant dans le cadre des éliminatoires du mondial 2002.
Le 27 mars 1996, lors de sa deuxième sélection, il se met en évidence en étant l'auteur d'un triplé en amical face au Ghana. Son équipe s'impose sur le large score de 8-2.

## Palmarès
- Vice-champion du Brésil en 1994 avec les Corinthians
- Vainqueur de la Coupe du Brésil en 1995 avec les Corinthians
- Vainqueur du Campeonato Paulista en 1995 avec les Corinthians
- Vainqueur du Campeonato Carioca en 1996 avec Flamengo
- Vainqueur de la Copa de Oro en 1996 avec Flamengo
- Vainqueur de la Coupe CONMEBOL en 1997 avec l'Atlético Mineiro
- Vainqueur du Campeonato Mineiro en 1999, 2000 et 2020 avec l'Atlético Mineiro
- Vainqueur du Campeonato Carioca en 2003 avec Vasco da Gama

## Distinctions personnelles
- Figure dans l'équipe type du championnat du Japon (J1 League Best eleven) en 2004
- Meilleur buteur du Campeonato Mineiro en 1998
- Récipiendaire du Bola de Prata en 1999 et 2001